# Folklore (Nelly Furtado)
Folklore is het tweede studioalbum van de Canadese zangeres Nelly Furtado en de opvolger van het album Whoa, Nelly!. Het album is in 2003 opgenomen en kwam hetzelfde jaar ook uit. De eerste single daarvan was Powerless (Say What You Want).

## Uitgebrachte singles
| Single met eventuele hitnotering(en) in de Nederlandse Top 40 | Datum van verschijnen | Datum van binnenkomst | Hoogste positie | Aantal weken | Opmerkingen |
| ------------------------------------------------------------- | --------------------- | --------------------- | --------------- | ------------ | ----------- |
| Powerless (Say What You Want)                                 |                       | 20-12-2003            | 5               | 18           |             |
| Try                                                           |                       | 27-3-2004             | 10              | 15           |             |
| Força                                                         |                       | 19-6-2004             | 3               | 13           |             |
| Explode                                                       |                       | 9-10-2004             | 13              | 7            |             |

## Nummers
1. One-Trick Pony"  (Gerald Eaton, Nelly Furtado, Brian West) – 4:49
2. Powerless (Say What You Want)"  (Anne Dudley, Eaton, Furtado, T. Horn, Malcolm McLaren, West) – 3:54
3. Explode  (Eaton, Furtado) – 3:46
4. Try  (Furtado, West) – 4:40
5. Fresh Off the Boat  (Eaton, Furtado, West) – 3:18
6. Força  (Eaton, Furtado, West) – 3:42
7. The Grass Is Green  (Mike Elizondo, Furtado) – 3:52
8. Picture Perfect  (Eaton, Furtado, West) – 5:18
9. Saturdays  (Furtado) – 2:07
10. Build You Up  (Eaton, Furtado, West) – 5:00
11. Island of Wonder  (S. Diaz, Furtado, J. Gahunia) – 3:50
12. Childhood Dreams  (Eaton, Furtado, West) – 6:33

Bonustracks Verenigd Koninkrijk:
- 13. Try  (acoustic version)
- 14. cd-rom video footage

Bonustracks Japan:
- 13. Powerless (Say What You Want)  (Alternative Acoustic Mix)
- 14. Try  (Acoustic Version)

## Verkoopcijfers en certificaten
| Land/Chart                | Certificatie | Verkopen |
| ------------------------- | ------------ | -------- |
| Duitsland (RIAA)          | Platina      | 200,000+ |
| Canada (CRIA)             | Platina      | 100,000+ |
| Portugal                  | Platina      | 20,000+  |
| Zwitserland (IFPI)        | Platina      | 20,000+  |
| Verenigde Staten (RIAA)   | Goud         | 500,000+ |
| Verenigd Koninkrijk (BPI) | Goud         | 100,000+ |
| Nederland (NVPI)          | Goud         | 35,000+  |
| India (IMI)               | Goud         | 10,000+  |
| Oostenrijk (IFPI)         | Goud         | 15,000+  |

In totaal ging het album Folklore 1,4 miljoen keer over de toonbank. Daarmee heeft ze het succes van haar debuutalbum niet weten te evenaren, maar desondanks was ze erg tevreden met het resultaat. De singles van het album wisten wel beter te scoren.